# 馬里亞諾阿科斯塔 (布宜諾斯艾利斯省)

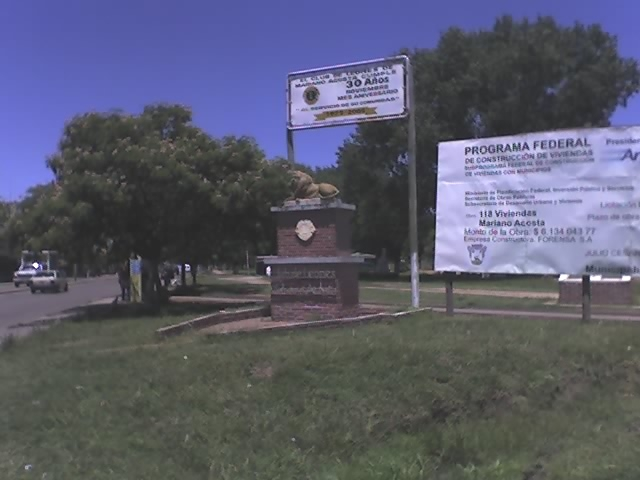
馬里亞諾阿科斯塔

馬里亞諾阿科斯塔是阿根廷的城鎮，位於該國東北部，由布宜諾斯艾利斯省負責管轄，面積56.11平方公里，海拔高度22米，2001年人口54,081，人口密度每平方公里963人。

## 外部連結
- （西班牙文） Mariano Acosta Newspaper

34°43′28″S 58°47′34″W / 34.72444°S 58.79278°W